# Bouwkundig element
Een bouwkundig element is een in de bouwkunde gebruikte uitdrukking die meerdere betekenissen kan hebben. De belangrijkste zijn:
1. Een zaak die toegepast wordt in een gebouw, bestaande uit samengestelde materialen en onderdelen die een zelfstandige (meestal technische) functie heeft in of aan het gebouw. Voorbeelden hiervan zijn: kozijn, cv-ketel, keukenblokje of een trap.
Een element in deze betekenis heeft als je het element uiteen neemt in onderdelen geen betekenis voor het gebouw. Slechts door het in zijn geheel (correct) toe te passen heeft een element in een gebouw een (zijn eigen) eenduidige functie. In bepaalde omstandigheden kan een element uit twee bruikbare subelementen bestaan echter er is dan nog steeds geen sprake van elk afzonderlijk één element. Een voorbeeld hiervan is een binnendeurkozijn waarin zich geen deur meer bevindt: het binnendeurkozijn dient uitsluitend als omranding van de doorgang tussen de ruimtes onderling. Normaal is het element: binnendeurkozijn met binnendeur. Echter nu heeft het binnendeurkozijn een nieuwe functie en is nu dus een zinvol element maar niet correct toegepast.
Een element is dan onderdeel van een bouwdeel.
2. Een element is een samenstelling van bouwdelen waardoor een deel ven het gebouw ontstaat met een ruimtelijke of anderszins technische betekenis. Voorbeelden: de elektrische installatie, terreinafscheiding, staalconstructie, spant.
Een element in deze betekenis bestaat uitdrukkelijk uit onderdelen die zelfstandig kunnen functioneren.
Wanneer sprake is van een element in de eerste of tweede betekenis is afhankelijk van de context waarin het element wordt genoemd.
De eerste betekenis is vooral in het kader van beheer en onderhoud. Dan zijn elementen (naast materialen en detailleringen) de zaken waaraan specifiek onderhoud wordt uitgevoerd. Bijvoorbeeld: een cv-ketel heeft specifiek onderhoud nodig zodat het element cv-ketel zijn prestatieniveau houdt.
Er is sprake van een element in de tweede betekenis als vanuit vastgoed management naar de gebouwen en de gebouwde omgeving wordt gekeken. Een element is dan bijvoorbeeld het geheel van de constructie inclusief de kolommen en vloeren waardoor de constructie één eenheid vormt.